# ژوزف (اپرا)
ژوزف (به فرانسوی: Joseph) که با نام ژورف در مصر (به فرانسوی: Joseph en Égypte) نیز شناخته می‌شود، اپرایی کمیک در سه پرده اثر اتین مئول، آهنگساز فرانسوی است. لیبرتوی آن از الکساندر دووال بر اساس داستان یوسف و برادرانش از کتاب مقدس است. این اثر اولین بار در پاریس در ۱۷ فوریهٔ ۱۸۰۷ در تئاتر فیدو اجرا شد. این اپرا در شمار آثاری قرار دارد که در آن آواز و گفتار با هم ترکیب شده‌است. در اطلاعیهٔ چاپ شده در شب افتتاحیه نیز این اثر با عنوانِ نمایش در سه پرده، آمیخته با ترانه توصیف شده‌است، گرچه الیزابت بارتلت (پژوهشگر آثار مئول) این اثر را «اپرای نثر»، فهرست کرده‌است.

## یادداشت
1. ↑  Jean Elleviou
2. ↑  ژانری از اپرای طنزِ فرانسوی است که شامل گفتار و آوازهای عامه‌پسند است.[۲]
3. ↑  Alexandre Duval
4. ↑  Théâtre Feydeau
5. ↑  Elizabeth Bartlet